# Aplagårdsskogen
Aplagårdsskogen är ett naturreservat i Tidaholms kommun i Västra Götalands län.
Området är skyddat sedan 2010 och är 31 hektar stort. Det är beläget 8 km söder om Tidaholm strax nordost om Velinga kyrka och består av relativt opåverkade lövsumpskogar. I norr gränsar reservatet till Hadängs lövskog.

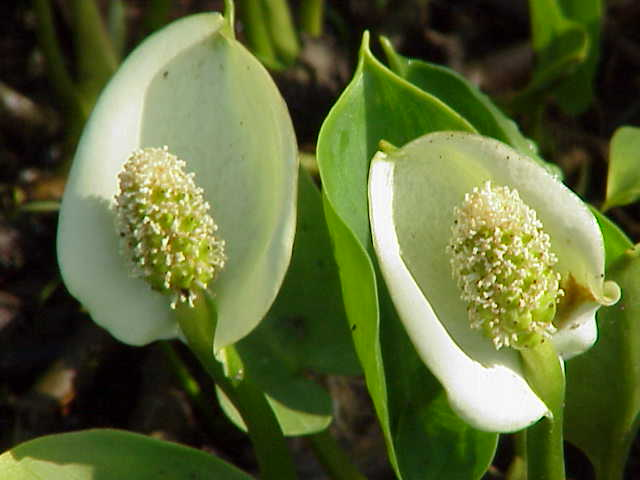
Missne

Området är mycket kuperat. Reservatet sluttar mestadels brant mot väster och här finns två utpräglade dalgångar i väst-östlig riktning. Områdets östra del utgörs i stor utsträckning av en plan bergsplatå. 
I området finns flera källflöden och fuktiga lövsumpskogar. Al, glasbjörk och gran dominerar men det finns inslag av ek, ask och sälg. Den fuktiga miljön medför goda förutsättningar för en rik moss-, lav- och kärlväxtflora. Missne, dvärghäxört, kärrfibbla och skärmstarr förekommer i området. Den rödlistade dunmossan finns vid källflödena. Rödgul trumpetsvamp och kamtuffmossa är andra signalarter som påträffats i området. 
I reservatet förekommer bl.a. järpe och mindre hackspett. 